# 國際同濟會
國際同濟會（Kiwanis International）是一個以「關懷兒童，無遠弗屆」為任務目標的服務性組織，1915年1月21日創建於美國密西根州的底特律。現在，國際同濟會的總部在印第安納州的印第安納波利斯。
「Kiwanis」源於底特律地區的一種印地安語中的「Nunc Kee-wanis」，意思是「我們交易」（we trade）或「祝你愉快」（we have a good time）。
該會原本的宗旨在於促進成員間的商業交流和幫助窮困。關於應定位為一個社交性組織還是服務性組織的討論，在1919年獲得解決，國際同濟會選擇以服務為重心。在1987年以前，這個組織只有男性參加，然而在該年開始加入女性成員後，女性成員的比例日漸提高。
身為全球第三大的服務性組織，在2005年，同濟會在93個國家設有分會，成員總數達到275,000人。成員的平均年齡是57歲。所屬13,000個單位的平均規模為34人。